# Diamond Harbour (Nouvelle-Zélande)
Diamond Harbour est une petite localité de la Péninsule de Banks, dans la région de Canterbury, dans l’île du Sud de la Nouvelle-Zélande. 

## Situation
Elle est localisée sur la côte nord de la péninsule, sur la berge sud du mouillage de Lyttelton Harbour, et constitue administrativement une partie de la cité de Christchurch.

## Toponymie
La zone est nommée d’après Mark Stoddart, qui acheta 500 acres de terrains dans le secteur en 1856.
Le nom est appliqué seulement pour Diamond Harbour proprement dit mais pas pour les villages à proximité de  « Church Bay », Charteris Bay,et Purau.

## Population
Lors du recensement de 2006 en Nouvelle-Zélande, le secteur avait une population d’un peu moins de 1 400 habitants.

## Transports
Un ferry relie Diamond Harbour à la ville de Lyttelton, sur la berge nord du mouillage.
En combinaison avec les bus à partir de Lyttelton en direction de Christchurch, ceci permet aux résidents de Diamond Harbour de se déplacer tous les jours pour le travail jusqu’à la cité voisine.
Jusqu’en 2012, « Godley House», construite en 1880 par Harvey Hawkins sur un terrain acheté à Stoddart, se dressait toujours à cet endroit.
Toutefois, elle fut endommagée de façon critique lors du tremblement de terre de 2011 et a depuis du être démolie. 
Le «cottage Stoddart (en)», construit pour le mariage de Stoddart en 1862, est le plus ancien bâtiment, qui se dresse toujours et fut enregistré par New Zealand Historic Places Trust en Catégorie I des bâtiments historiques en 1990.
L’artiste Margaret Stoddart (en) a grandi dans ce cottage.

## Installations
Le centre du village possède un restaurant, une bibliothèque, un hall de la communauté, un club de  rugby, un club de boule, un club de croquet et un centre médical, l’ensemble dominant le terrain de cricket du village et le terrain de rugby.

Diamond Harbour vu à partir de Port Hills